# Силиврикапъ
„Силиврикапъ“ (на турски: Silivrikapı) е квартал на Истанбул, разположен в градска околия Фатих. Общата му площ е 0,31 км2. Според данни на Адресната система за регистриране на населението (ABPRS) към 2024 г. населението на „Силиврикапъ“ е 14 926 жители.